# Manlio Compagno
Manlio Compagno (Roma, 4 gennaio 1939 – Roma, 5 gennaio 2020) è stato un calciatore italiano, di ruolo attaccante.

## Caratteristiche tecniche
Giocava come ala o come mezzala, molto estroso e veloce.

## Carriera
Dal 1954 al 1958 ha giocato nel settore giovanile della Roma.
Nella stagione 1958-1959 ha segnato 6 reti in 32 presenze in Serie C con la maglia del Livorno.
Nell'estate del 1959 viene tesserato dal Catania, società con cui nella stagione 1959-1960 disputa il campionato di Serie B. Nel corso della sua prima stagione nella serie cadetta gioca 24 partite e segna 4 reti; il Catania chiude il campionato al terzo posto in classifica e viene promosso in Serie A, mentre Compagno a fine stagione viene ceduto al Foggia, sempre in Serie B. Con la squadra pugliese nella stagione 1960-1961 segna 2 reti in 29 presenze nel campionato cadetto.
In seguito alla retrocessione in Serie C del Foggia passa poi al Cosenza, con cui nella stagione 1961-1962 gioca la sua terza stagione consecutiva in Serie B, durante la quale gioca 24 partite e segna 3 reti.
Nel 1962, dopo tre annate consecutive in Serie B, scende di categoria e si accasa al Siena, società con cui nella stagione 1962-1963 va a segno 2 volte in 25 presenze in Serie C. Gioca nella squadra toscana anche nella stagione 1963-1964, nella quale gioca 19 partite e segna un gol; rimane poi a Siena per i successivi tre campionati, tutti disputati in Serie C: nella stagione 1964-1965 gioca 11 partite senza mai segnare, nella stagione 1965-1966 gioca altre 19 partite senza reti ed infine nella stagione 1966-1967 va a segno in 5 occasioni nell'arco delle 31 partite disputate. Nell'arco del suo quinquennio con la maglia bianconera ha giocato in tutto 105 partite e segnato 8 reti.
Chiude la carriera dopo aver giocato per una stagione in Serie D nel Civitavecchia.
In carriera ha giocato complessivamente 77 partite in Serie B, nelle quali ha segnato in totale 9 reti.
È morto il 5 gennaio 2020.

## Palmarès

### Club

#### Competizioni giovanili
- Torneo Internazionale Sanremo: 1

Roma: 1957